# 热情公路站 (加里宁-松采沃线)
熱情公路站（俄語：станция Шоссе Энтузиастов）是莫斯科地鐵加里宁-松采沃线的一個車站，站名取自於熱情公路。車站的裝飾以俄羅斯歷史中為自由鬥爭的歷史為主體。